# Eudonia stoliczkana
Eudonia stoliczkana là một loài bướm đêm trong họ Crambidae.